# 民生路 (桃園區)
民生路為台灣桃園市桃園區南北向道路，行經桃園市區與埔子區，全長大約2520公尺。
民生路在日本時代，為縱貫道（萬壽路-中山路）與桃園南崁道（中山路-慈文/春日路）的一部分；戰後1980年代，慈文路之後至龜山區界的民生路後段與民生北路併入春日路。

## 交叉路口
由南到北分別為：
- 萬壽路
- 復興路
- 成功路
- 中山路
- 三民路二段
- 慈文路（接經國路、春日路）

## 沿途設施
- 關帝廟
- 桃園戲院
- 大墓公
- 台灣菸酒公司桃園分部
- 桃園市立文昌國民中學

## 交通資訊

### 公車站牌
桃園客運、指南客運於該路上設置公車站牌如下：
- 復興路口—民生路—桃園戲院—北門口—北門新村—台灣菸酒公賣局—北門國小—文昌國中

### 公車路線
行經公車路線如下：
- 桃園客運5014 桃園-捷運山鼻站(經南祥路)
- 桃園客運5015 桃園-大園(經南崁)
- 桃園客運5016 桃園-竹圍(經山腳)
- 桃園客運5020 桃園-下福
- 桃園客運5021 桃園-下海湖
- 桃園客運5022 桃園-竹圍(經南崁)
- 桃園客運5023 桃園-大園(經楊厝)
- 桃園客運5059 桃園-桃園機場(經南崁)
- 指南客運106 桃園-南崁